# Stazione di Solduno
La stazione di Solduno della Ferrovie Autolinee Regionali Ticinesi (FART) è una fermata ferroviaria della ferrovia Domodossola-Locarno ("Centovallina").

## Storia
La fermata è entrata in servizio nel quartiere di Solduno, a Locarno, nel 1907 con la ferrovia Locarno-Ponte Brolla-Bignasco. Nel corso del 1991 è stata posta in esercizio la fermata sotterranea.

## Strutture e impianti

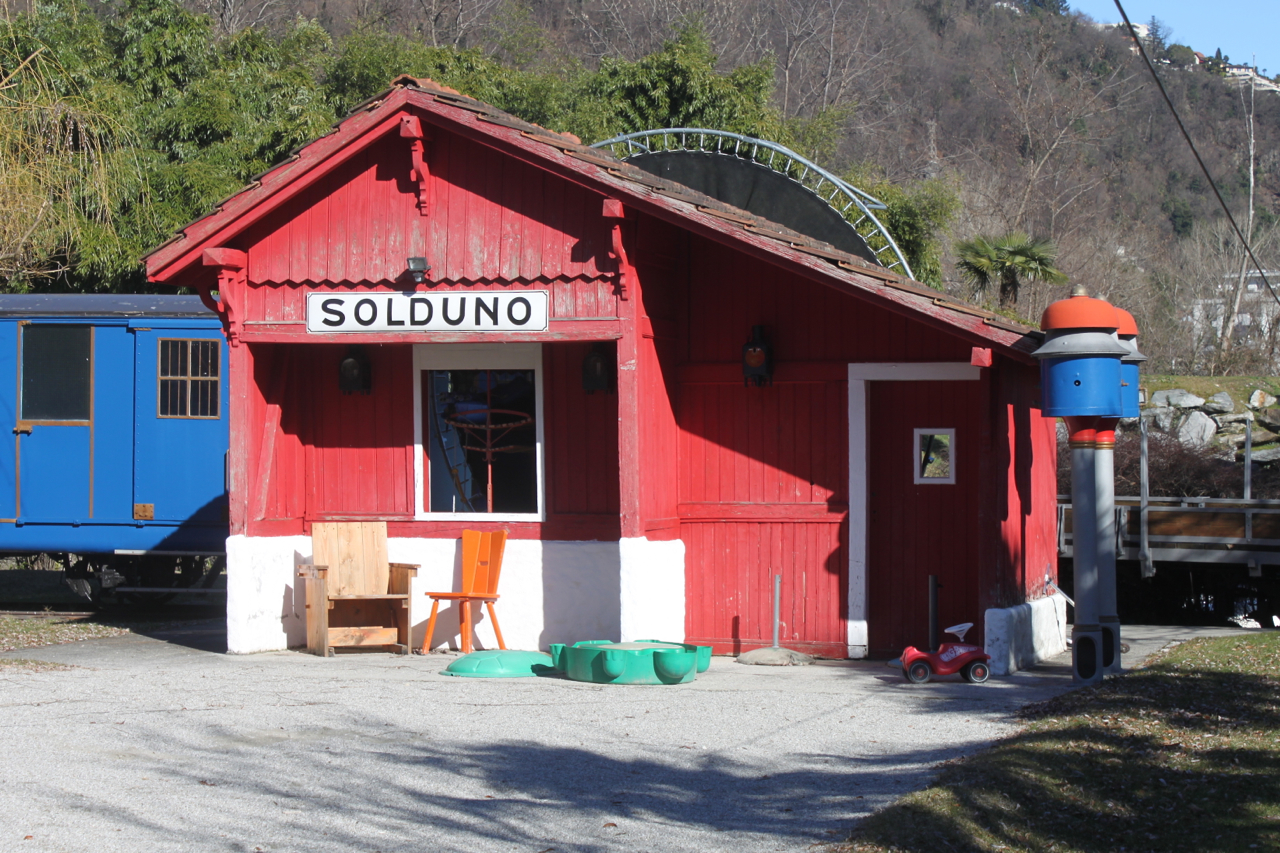
Vecchio fabbricato viaggiatori della stazione di Solduno conservato presso un albergo di Losone

La fermata è collocata tra i posti di blocco di Galleria e San Martino. Una parte del fabbricato viaggiatori in uso fino al 1988 è conservata nel giardino di un albergo di Losone.

## Movimento
La fermata è servita, in regime di fermata a richiesta, dai treni regionali della linea Locarno-Intragna/Camedo e viceversa nonché da un treno regionale Domodossola/Re-Locarno delle FART.

## Servizi
- Biglietteria automatica della Comunità tariffale Ticino e Moesano

## Interscambi
- Fermata autobus